# Cocker Spaniel

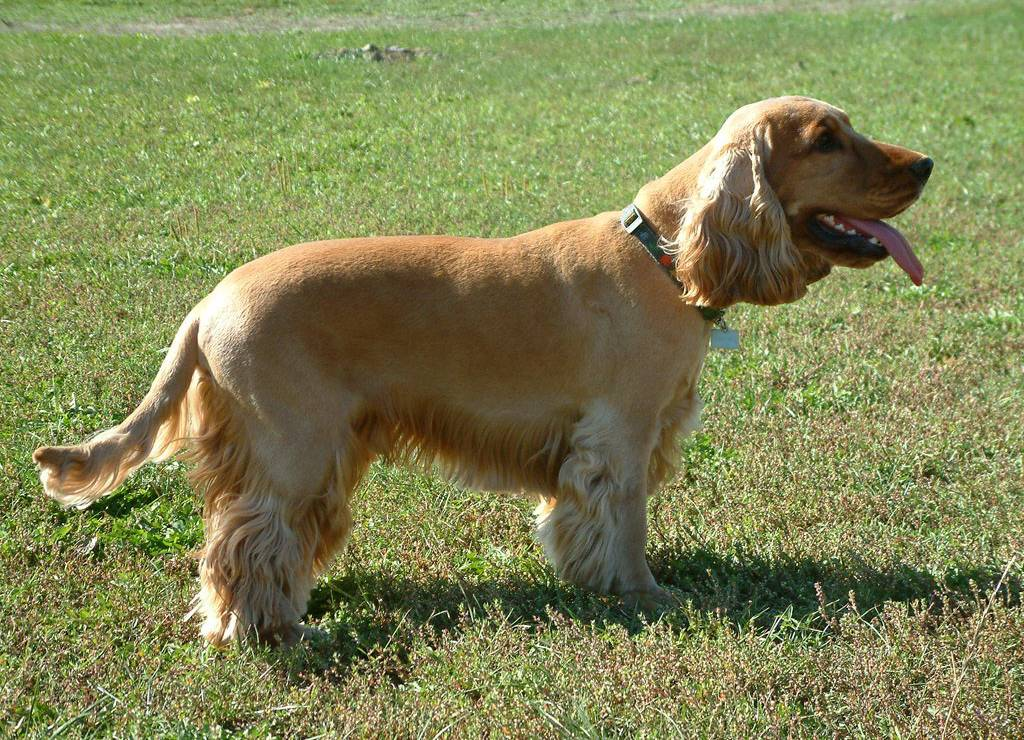
English Cocker Spaniel

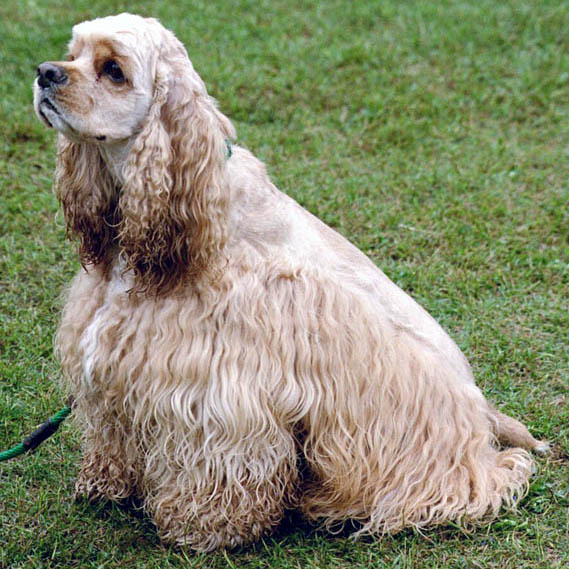
American Cocker Spaniel

Cockerspaniel (auch Cocker Spaniel) ist der Name zweier miteinander verwandter Hunderassen, dem
- English Cocker Spaniel (FCI-Nr. 5) und dem
- American Cocker Spaniel (FCI-Nr. 167).

Die Rasse English Cocker Spaniel hieß Cocker Spaniel, bis eine Abgrenzung vom American Cocker Spaniel vorgenommen wurde.